# Anthony McGill
Anthony McGill (ur. 5 lutego 1991 w Glasgow) – szkocki snookerzysta. Plasuje się na 34. miejscu pod względem zdobytych setek w profesjonalnych turniejach, w sierpniu 2025 miał ich łącznie 255.

## Kariera amatorska
W 2006 roku w turnieju Junior Pot Black zajął II miejsce, przegrywając w finale z Stuartem Carringtonem.
Zajął także II miejsce w mistrzostwach Europy w snookerze do lat 19. Przegrał wtedy w finale z Stephenem Craigiem.
W sezonie 2009/2010 wygrał piąty turniej z cyklu International Open Series i na koniec sezonu zajął czwarte miejsce w rankingu PIOS.

## Kariera zawodowa
Anthony McGill w gronie profesjonalistów grywa od 2010 roku, dzięki zajęciu czwartego miejsca w rankingu PIOS w sezonie 2009/2010.

### Sezon 2010/2011
W kwalifikacjach do turnieju Shanghai Masters 2010 dotarł do drugiej rundy. W pierwszej rundzie pokonał Issarę Kachaiwonga 5–4, w drugiej jednak przegrał z Barrym Pinchesem 4–5.

## Mistrzostwa Świata w Snookerze 2015
Zadebiutował na MŚ w 2015 roku przechodząc pomyślnie przez kwalifikacje.
W pierwszej rundzie turnieju spotkał się z innym Szkotem – Stephenem Maguire’em. Po większych problemach w meczu McGill jednak zwyciężył, kończąc spotkanie breakiem 122-punktowym – 10–9.
W następnej fazie tego turnieju natrafił na broniącego tytułu – Marka Selby'ego. Anglik był w tej rozgrywce faworytem, ale w pierwszych dwóch partiach zwyciężył Szkot. Później rywalizacja się wyrównała, ale na krótko. Selby doprowadził do remisu 3:3. W dalszej części jednak Anthony McGill znokautował rywala. Mecz zakończył się sensacją, ponieważ broniący tytułu Mark Selby przegrał z debiutującym w tej imprezie zawodnikiem aż 9–13.
W ćwierćfinale McGill trafił na późniejszego finalistę – Shauna Murphy’ego. Były mistrz świata kontrolował sytuację w meczu i wygrał bardzo spokojnie 13–8, co zakończyło udział McGilla w tych mistrzostwach.

## Statystyka zwycięstw

### Amatorskie
- International Open Series 2009/2010 – Turniej V